# Seixanta
El seixanta és un nombre natural que es pot escriure LX o 60 segons si el sistema de numeració emprat són les xifres romanes o àrabs, respectivament. Segueix el cinquanta-nou i precedeix el seixanta-u. És múltiple de deu. Era la base dels comptes a Babilònia i el sistema sexagesimal encara s'usa per les mesures de temps. L'origen d'aquesta popularitat sembla estar en què és el resultat de multiplicar dotze (mesos) per cinc (els dits de la mà).
Ocurrències del seixanta:
- Una hora té 60 minuts i un minut seixanta segons.
- Nombre d'anys de les noces de diamant.
- «Can Seixanta», coloquialment és un lloc on tothom fa el que vol.[1]
- Els anys 60 aC, 60 i dècada de 1960.
- És el codi telefònic internacional de Malàisia